# Championnat de république démocratique du Congo de football 2013
Navigation
Saison précédente Saison suivante
La saison 2013 du Championnat de république démocratique du Congo de football est la cinquante-sixième édition de la première division en république démocratique du Congo, la Ligue Nationale de Football. La compétition rassemble les quatorze meilleures formations du pays, regroupées au sein d'une poule unique où elles s'affrontent deux fois, à domicile et à l'extérieur. À l'issue de la saison, les trois derniers du classement sont relégués et remplacés par les trois meilleures équipes de deuxième division, désignées grâce au tournoi de promotion.
C'est le TP Mazembe, double tenant du titre, qui remporte à nouveau la compétition, après avoir terminé en tête du classement final, avec trois points d'avance sur l'AS Vita Club. Il s'agit du treizième titre de champion du club.
À la fin des matchs aller, la fédération décide d'annuler purement et simplement toute la phase retour. Le club du TC Elima voit tous ses matchs perdus sur tapis vert sur le score de 0-3 après avoir aligné un joueur non qualifié, Patou Tingo Disasi. Cette décision est ultérieurement annulée puisque le club est autorisé à prendre part au championnat la saison suivante.

## Les clubs participants
| - TP Mazembe - AS Vita Club - CS Don Bosco - Promu de D2 - DC Motema Pembe - FC Saint Eloi Lupopo - SM Sanga Balende - US Tshinkunku | - AS Rojolu - Promu de D2 - AS Dauphins Noirs - Promu de D2 - OC Muungano - CS Makiso - TP Molunge - DC Virunga - TC Elima |

## Compétition
Le barème de points servant à établir le classement se décompose ainsi :
- Victoire : 3 points
- Match nul : 1 point
- Défaite : 0 point

### Classement
| Rang | Équipe               | Pts | J  | G  | N | P  | Bp | Bc | Diff |
| ---- | -------------------- | --- | -- | -- | - | -- | -- | -- | ---- |
| 1    | TP Mazembe           | 35  | 13 | 11 | 2 | 0  | 38 | 4  | +34  |
| 2    | AS Vita Club         | 32  | 13 | 10 | 2 | 1  | 30 | 5  | +25  |
| 3    | CS Don BoscoP        | 24  | 13 | 7  | 3 | 3  | 28 | 12 | +16  |
| 4    | DC Motema Pembe      | 24  | 13 | 7  | 3 | 3  | 20 | 7  | +13  |
| 5    | FC Saint Eloi Lupopo | 24  | 13 | 7  | 3 | 3  | 21 | 9  | +12  |
| 6    | SM Sanga Balende     | 24  | 13 | 8  | 0 | 5  | 19 | 11 | +8   |
| 7    | US Tshinkunku        | 16  | 13 | 5  | 1 | 7  | 21 | 24 | -3   |
| 8    | AS RojoluP           | 15  | 13 | 4  | 3 | 6  | 11 | 22 | -11  |
| 9    | AS Dauphins NoirsP   | 12  | 13 | 3  | 3 | 7  | 14 | 19 | -5   |
| 10   | OC Muungano          | 12  | 13 | 3  | 3 | 7  | 11 | 16 | -5   |
| 11   | CS Makiso            | 12  | 13 | 3  | 3 | 7  | 7  | 19 | -12  |
| 12   | TP Molunge           | 9   | 13 | 3  | 0 | 10 | 10 | 25 | -15  |
| 13   | DC Virunga           | 8   | 13 | 2  | 2 | 9  | 9  | 29 | -20  |
| 14   | TC Elima             | 0   | 13 | 0  | 0 | 13 | 0  | 39 | -39  |

|  | Qualification pour la Ligue des champions de la CAF 2014 |
|  | Qualification pour la Coupe de la confédération 2014     |
|  | Relégation en deuxième division                          |
|  | T : Tenant du titre P : Promu de D2                      |

## Bilan de la saison
| Championnat de république démocratique du Congo de football 2013                             |                        |
| Champion                                                                                     | TP Mazembe (13e titre) |
| Coupes et trophées                                                                           |                        |
| Vainqueur de la Coupe de république démocratique du Congo 2013                               | FC MK Etanchéité (D2)  |
| Qualifications continentales                                                                 |                        |
| Ligue des champions de la CAF 2014                                                           | TP Mazembe             |
| Ligue des champions de la CAF 2014                                                           | AS Vita Club           |
| Coupe de la confédération 2014                                                               | CS Don Bosco           |
| Coupe de la confédération 2014                                                               | FC MK Etanchéité       |
| Promotions et relégations                                                                    |                        |
| Promus en Linafoot                                                                           | AS Nika                |
| Promus en Linafoot                                                                           | FC MK Etanchéité       |
| Promus en Linafoot                                                                           | Sharks XI FC           |
| Promus en Linafoot                                                                           | Lubumbashi Sport       |
| Relégués en Championnat de république démocratique du Congo de football de deuxième division | TP Molunge             |
| Relégués en Championnat de république démocratique du Congo de football de deuxième division | DC Virunga             |